# Stella Maris (Schiff, 1979)
Die Stella Maris ist ein Fahrgastschiff der Reederei Rursee-Schifffahrt KG, das für Linien-, Ausflugs- und Sonderfahrten auf dem Rurstausee, auch Rursee genannt, eingesetzt wird. Stella maris bedeutet Stern des Meeres.

## Geschichte
Das Schiff wurde bei der Schiffswerft Schmidt GmbH in Oberwinter, einem Ortsteil der Stadt Remagen im rheinland-pfälzischen Landkreis Ahrweiler, gebaut und 1979 auf dem Rursee in Fahrt gebracht.

## Das Schiff
Die Stella Maris ist 37,65 Meter lang, 7,10 Meter breit und hat einen Tiefgang von 98 Zentimeter. Zugelassen ist das Schiff für 490 Fahrgäste. Ihnen stehen drei Decks zur Verfügung. Es verfügt über zwei MAN-Dieselmotoren vom Typ D2866E mit einer Leistung von zusammen 356 Kilowatt, welche jeweils einen Schottel-Ruderpropeller (SRP) antreiben. Der Antrieb ist redundant ausgelegt, so dass das Schiff bei Ausfall einer Maschine mit der zweiten noch problemlos manövriert werden kann. Einer der beiden SRP wird elektrisch/hydraulisch, der andere mechanisch über eine Steuerkette angesteuert. So ist das Schiff auch bei Ausfall der Elektrik noch manövrierfähig. Ein elektrisches Bugstrahlruder verbessert die Manövrierfähigkeit. Ein dritter Dieselmotor (MAN D0226MTE) mit 80 Kilowatt Leistung dient zur Bordstromerzeugung.
Zur gastronomischen Versorgung der Fahrgäste stehen eine Kombüse, ein Tresenbereich und ein Serviceteam zur Fahrgastbetreuung im Restaurant zur Verfügung. Die Stella Maris wurde 1990 komplett renoviert. Der Zugang zum Schiff ist im Normalfall ebenerdig und die Toiletten sind barrierefrei zugänglich.